# 清水町 (桐生市)
清水町（しみずちょう）は、群馬県桐生市の旧町名である。
現在の東五丁目の南部と東六丁目・七丁目にあたる。1966年（昭和41年）の住居表示の実施により、東五・六・七丁目となった。

## 地理
桐生市の中部に位置し、諏訪町・芳町・安楽土町・今泉町・栄町とともに桐生市第七区に属していた。
東部から南部にかけて菱町に、西南部は新川を境として栄町に、西部は中通りを境として常盤町に、西北部は今泉町に、北部は安楽土町にそれぞれ接していた。
西南部に両毛線が通じ、新川には東橋が架かっていた。現在の東七丁目にある清水町児童公園や清水町会館などに名残りを留めている。

## 歴史
かつての今泉村の一部にあたる。1873年（明治6年）に、今泉村、堤村、本宿村、村松村が合併して安楽土村となる。
1889年（明治22年）の町村制施行により、桐生新町、新宿村、安楽土村、下久方村、上久方村平井が合併して桐生町が発足、安楽土村は桐生町の大字の一つとなる。1921年（大正10年）の市制施行を経て、1929年（昭和4年）に大字が廃止され、清水町が新設された。
1966年（昭和41年）の住居表示の実施に伴う町名変更により、清水町の東北部が東五丁目の一部、西南部が東六丁目、東南部が東七丁目となった。